# Lepidophanes guentheri
Lepidophanes guentheri är en fiskart som först beskrevs av Goode och Bean, 1896.  Lepidophanes guentheri ingår i släktet Lepidophanes och familjen prickfiskar. Inga underarter finns listade i Catalogue of Life.